# Svartnupen
Svartnupen är en bergstopp i Antarktis. Den ligger i Östantarktis. Norge gör anspråk på området. Toppen på Svartnupen är 2 745 meter över havet.
Terrängen runt Svartnupen är varierad. Trakten är obefolkad. Det finns inga samhällen i närheten. 